# La fi de l'esperit
La fi de l'esperit (títol original: End of the Spear) és un docudrama  estatunidenc de 2006 que relata la història de l'Operació Auca, en la qual cinc missioners evangèlics van intentar evangelitzar a les poblacions indígenes huaorani de les selves tropicals de l'Orient de l'Equador i van ser atacats amb llances de Ceroxylon alpinum; quan va començar l'atac dos dels missioners van disparar les seves pistoles contra els atacants, matant dos d'ells. La pel·lícula està basada en el llibre homònim i narrada des de la perspectiva de Steve Saint (fill de Nate Saint, un dels missioners assassinats) i de Mincayani, un dels indígenes que van atacar als missioners. Ha estat doblada al català.
L'encarregat de la direcció va ser Jim Hanon, un cineasta que ja va dirigir un documental sobre aquest cas, el premiat Més enllà de les portes de l'esplendor. Per al rodatge, es va comptar amb l'assessorament dels protagonistes reals de la història i amb membres de dues tribus indígenes: els huaorani i els Emberà.

## Argument
Missioners evangèlics viatgen a la regió oriental de l'Equador amb la intenció d'evangelitzar a aquests pobles no contactats. El seu objectiu és acostar-se als huaorani, un dels grups mes perseguits d'aquesta regió. Després d'oferir diversos articles amb regals i rebre un lloro viu a canvi els cinc exploradors decideixen aterrar el seu avió novament en una platja del riu on troben un altre grup de nadius que els ataquen amb llances de fusta d'escorça de palma. Les seves famílies, lluny de tornar als Estats Units, decideixen quedar-se a l'Equador i continuar la seva missió amb els huaorani, que després de diversos anys té èxit. El jove Steve intentarà comprendre la mort del seu pare, però la convivència no és fàcil en una tribu que està a punt de desaparèixer a causa d'una contínua sèrie d'atacs.

## Repartiment
| Louie Leonardo        | Mincayani                       |
| Chad Allen            | Nate Saint/Steve Saint/Narrador |
| Jack Guzman           | Kimo                            |
| Christina Souza       | Dayuma                          |
| Chase Ellison         | Steve Saint, de jove            |
| Sean McGowan          | Jim Elliot                      |
| Sara Kathryn Bakker   | Rachel Saint                    |
| Cara Stoner           | Marj Saint                      |
| Beth Bailey           | Elisabeth Elliot                |
| Stephen Caudill       | Ed McCully                      |
| Matt Lutz             | Pete Fleming                    |
| Chemo Mepaquito       | Gikita                          |
| Gil Birmingham        | Moipa                           |
| Jose Lliberto Caizamo | Nampa                           |
| Patrick Zeller        | Roger Youderian                 |
| Madgalena Condoba     | Akawo                           |

## Crítica
End of the Spear va obtenir crítiques tèbies entre els crítics. Rotten Tomatoes li atorga una puntuació del 41 %; 20 crítiques positives i 29 negatives. Per la seva banda, Box Office Mojo, li atorga la puntuació 'A' segons dos terços dels crítics. La pel·lícula va guanyar un premi Crystal Heart així com el Grand Prize for Best Dramatic Feature en el Heartland Film Festival de 2005.